# Catherine Thürig
Catherine Thürig (geb. 1958) ist eine Schweizer Schachspielerin.
Thürig gewann im Jahr 1998 in Engelberg die Schweizer Einzelmeisterschaft der Damen. Sie ist Mitglied im Schachklub Olten.
1990, 1994 und 1996 nahm sie mit der Schweizer Nationalmannschaft der Damen an den Schacholympiaden teil. Sie erzielte dabei aus 30 Partien 13,5 Punkte. Ausserdem gehörte Thürig bei den Mannschaftseuropameisterschaften der Frauen 2011 und 2013 als Ersatzspielerin zum Schweizer Aufgebot.
Ihre Elo-Zahl beträgt 1967 (Stand: Januar 2018); sie liegt damit auf dem zehnten Platz der Schweizer Elo-Rangliste der Frauen. Ihre höchste Elo-Zahl betrug 2120 im Januar 1996.
2017 war sie Präsidentin des Organisationskomitees für das Bundesturnier in Olten.
Thürig ist IT-Leiterin der Gemeinde Wallisellen.